# Diagramme de cordes (mathématique)

Les 15 diagrammes de cordes possibles pour six points ordonnés sur un cercle. Il n'y en a que 5 à rotations près.

En mathématiques, un diagramme de cordes consiste en la donnée d'un ordre cyclique sur un ensemble d'objets, ainsi qu'un appariement  (couplage parfait) de ces objets. Les diagrammes de cordes sont classiquement visualisés en disposant les objets avec leur ordre sur un cercle et en traçant les paires du couplage comme cordes du cercle.

## Dénombrements
- Le nombre de diagrammes de cordes différents pour un ensemble de {\displaystyle 2n} objets ordonnés cycliquement est la double factorielle {\displaystyle (2n-1)!!}[1] .
- Le nombre de diagrammes de cordes pour un ensemble ordonné donné dans lequel deux cordes ne se croisent pas est un nombre de Catalan[2] .
- Le nombre de diagrammes de cordes à rotation près est donné par suite A007769 de l'OEIS, et à rotation et symétrie près par la suite A054499 de l'OEIS. On trouvera dans la référence[3] des formules pour ces dénombrements, avec une belle figure à la fin.

## Croisements
Le schéma de croisement des cordes dans un diagramme de cordes peut être décrit par un « graphe de cercle » (circle graph (en)), le graphe d'intersection des cordes, dont les sommets sont les cordes, deux sommets étant reliés par une arête si les cordes se croisent .

## Diagramme de cordes d'un nœud
En topologie et en théorie des nœuds, un diagramme de cordes (aussi appelé diagramme de Gauss) est utilisé pour décrire la suite des croisements le long d'une courbe plane ou de la projection plane d'un nœud, chaque croisement étant associé à une corde du diagramme,. Dans le cas d'un nœud, le diagramme doit être annoté avec une information supplémentaire pour chaque corde, indiquant le type (dessus ou dessous) du croisement.
Dans le diagramme de Gauss d'une courbe, chaque corde croise un nombre pair d'autres cordes, ou de manière équivalente chaque paire du diagramme relie un point dans une position paire des points sur le cercle avec un point dans une position impaire, et cela est parfois utilisé comme condition de définition des diagrammes de Gauss.